# Cragside
Cragside est une maison de campagne victorienne à proximité de la ville de Rothbury dans le Northumberland, en Angleterre. Il s'agit de la maison de William Armstrong, 1er baron Armstrong, fondateur de la société d'armement Armstrong Whitworth. Magnat industriel, scientifique, philanthrope et inventeur de la grue hydraulique et du canon Armstrong, Armstrong a également fait preuve d'inventivité dans la sphère de l'équipement domestique, faisant de Cragside la première maison au monde à être éclairée grâce à l'énergie hydroélectrique. Le domaine était technologiquement avancé pour son époque. L'architecte de la maison, Richard Norman Shaw, décrit d'ailleurs la demeure comme équipée de « merveilleuses machines hydrauliques qui font toutes sortes de choses ». Sur ses terres, Armstrong fait construire des barrages et des lacs pour alimenter diverses installations dont une scierie, une laverie à eau, des versions primitives de lave-vaisselle et de monte-plats, un ascenseur hydraulique et une rôtissoire hydroélectrique. En 1887, Armstrong fut élevé à la pairie du Royaume-Uni devenant le baron Armstrong de Cragside. Il est le premier ingénieur ou scientifique à être anobli.
Le bâtiment d'origine consistait en un petit pavillon de chasse qu'Armstrong avait fait construire entre 1862 et 1864. En 1869, il engage l'architecte Richard Norman Shaw pour agrandir le site, et en deux phases de travaux entre 1869 et 1882, ils transforment la maison en un Neuschwanstein du Nord. Le résultat a été décrit par l'architecte et écrivain Harry Stuart Goodhart-Rendel comme « l'une des compositions les plus spectaculaires de toute l'architecture ».  Armstrong a rempli la maison d'une importante collection d'art. Sa femme et lui étaient les mécènes de nombreux artistes britanniques du XIXe siècle. Enfin, Cragside est devenu une partie intégrante des opérations commerciales d'Armstrong. La demeure accueille ainsi des invités d'honneur, clients des entreprises de la famille, parmi lesquelles le Shah de Perse, le roi de Siam et deux futurs premiers ministres du Japon.
Après la mort d'Armstrong en 1900, ses héritiers rencontrent des difficultés à entretenir la maison et le domaine. En 1910, le majeure partie de la collection d'art d'Armstrong est vendu, et dans les années 1970, pour tenter de répondre aux droits de succession, des plans sont soumis pour un projet de développement résidentiel à grande échelle du domaine. Le National Trust demande en 1971 à l'historien de l'architecture Mark Girouard de créer un index géographique des maisons victoriennes les plus importantes de Grande-Bretagne que le Trust devrait chercher à sauver en cas de vente. Girouard place Cragside en tête de liste et en 1977, la maison est acquise par le National Trust avec l'aide d'une subvention du National Land Fund (en). Le bâtiment est classé Grade I depuis 1953, et ouvert au public depuis 1979. 

## Histoire

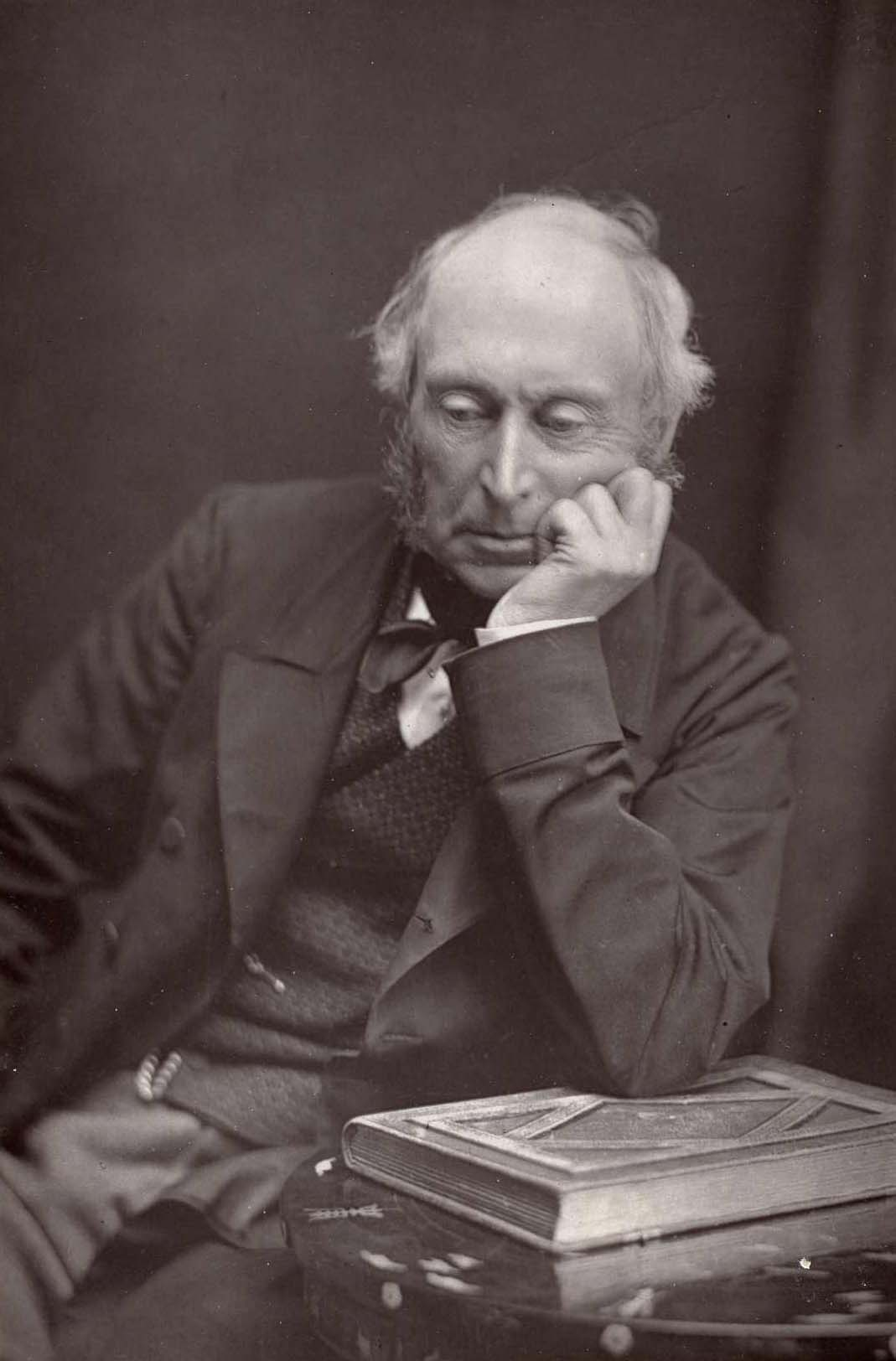
Armstrong dans les années 1870

### William Armstrong
William Armstrong est né le 26 novembre 1810 à Newcastle upon Tyne. Fils d'un marchand de blé, il suit une formation d'avocat et déménage à Londres avant d'avoir vingt ans. De retour à Newcastle, en 1835, il rencontre et épouse Margaret Ramshaw, la fille d'un constructeur . En scientifique amateur passionné, Armstrong commence à mener des expériences tant dans l'hydraulique que dans l'électricité. En 1847, il abandonna le droit sur la fabrication et fonda WG Armstrong and Company sur un site à Elswick (en), à l'extérieur de Newcastle . Dans les années 1850, avec sa conception du canon Armstrong, William Armstrong a jeté les bases d'une entreprise d'armement qui, avant la fin du siècle, considérerait Krupp comme son seul rival mondial  . Il s'est imposé comme une figure de réputation nationale. En effet, son travail d'approvisionnement d'artillerie à l'armée britannique a été vu comme réponse importante aux échecs des forces britanniques pendant la guerre de Crimée . En 1859, il est fait chevalier et devient ingénieur en munitions à canon, devenant le principal fournisseur d'armements tant à l'Armée qu'à la Marine britannique  .

### Pavillon de chasse: 1862-1865
Armstrong avait passé une grande partie de son enfance à Rothbury, s'échappant de la ville industrielle de Newcastle au profit de sa santé souvent mauvaise . Il revient dans la région en 1862, n'ayant pas pris de vacances depuis plus de quinze ans . Lors d'une promenade avec des amis, Armstrong est frappé par l'attrait du site pour une maison. De retour à Newcastle, il achète une petite parcelle de terrain et décide de construire une modeste maison sur le flanc d'un rocher de la lande. Il projette de construire une maison de huit ou dix pièces et une écurie pour deux chevaux . La maison est achevée au milieu des années 1860 par un architecte inconnu . C'est un pavillon de chasse de deux étages sans véritable distinction architecturale, il a néanmoins été construit et meublé avec un haut niveau d'exigence .

### Palais de conte de fées: 1869-1900
L'architecte choisi par Armstrong pour l'expansion de Cragside est l'écossais R. Norman Shaw. Shaw a commencé sa carrière dans le bureau de William Burn et a ensuite étudié auprès d'Anthony Salvin et de George Edmund Street. Salvin lui a appris la maîtrise de l'aménagement intérieur, chose essentielle pour la conception des grandes maisons bigarrées que recherchent les riches victoriens. Salvin et Street lui ont appris à comprendre le néogothique . À seulement 24 ans, il remporte la médaille d' or du RIBA et la Traveling Studentship (bourse d'études de voyage) . Le lien entre Armstrong et Shaw s'établit lorsqu'Armstrong achète une photographie, le Prince Hal taking the crown from his father's bedside par John Callcott Horsley, qui s'avère trop grande pour tenir dans sa maison citadine du faubourg Jesmond de Newcastle . Horsley, un ami des deux, recommande que Shaw conçoive une extension à la salle de banquet qu'Armstrong avait précédemment construite sur son terrain . Lorsque cela est achevé en 1869, on demande à Shaw des agrandissements et des améliorations au pavillon de chasse qu'Armstrong avait fait construire à Rothbury quatre ans plus tôt. Ce fut la genèse de la transformation de la maison entre 1869 et 1884 . Au cours des trente années suivantes, Cragside devint le centre du monde d'Armstrong. Bien des années plus tard, en se souvenant, dans sa vieillesse, il fit la réflexion : «s'il n'y avait pas eu de Cragside, je ne devrais pas vous parler aujourd'hui – car cela a été ma vie même» .
L'historien de l'architecture Andrew Saint (en) rapporte que Shaw a esquissé tout le design du «futur palais de conte de fées» en un seul après-midi, tandis qu'Armstrong et ses invités étaient en train de faire une partie de chasse . Après cette rapide conception initiale, Shaw a travaillé à la construction de la maison pendant plus de 20 ans. La longue période de construction, et l'approche fragmentaire et changeante d'Armstrong pour le développement de la maison, et son désir de conserver le pavillon de chasse d'origine en son centre , conduit parfois à des tensions entre le client et l'architecte, et à un bâtiment qui manque d'unité d'ensemble . Armstrong a modifié la destination de plusieurs pièces au fur et à mesure que ses intérêts changeaient. L'historien allemand de l'architecture Hermann Muthesius, écrivant juste après la mort d'Armstrong en 1900, note que « la maison n'a pas trouvé une faveur sans réserve auprès des disciples de Shaw comme ses précédents travaux l'avaient fait, ni n'a entièrement satisfait (Shaw)» . Néanmoins, les capacités de Shaw, en tant qu'architecte et en tant que gestionnaire de clients difficiles, ont assuré que Cragside était composé «avec une force mémorable» .

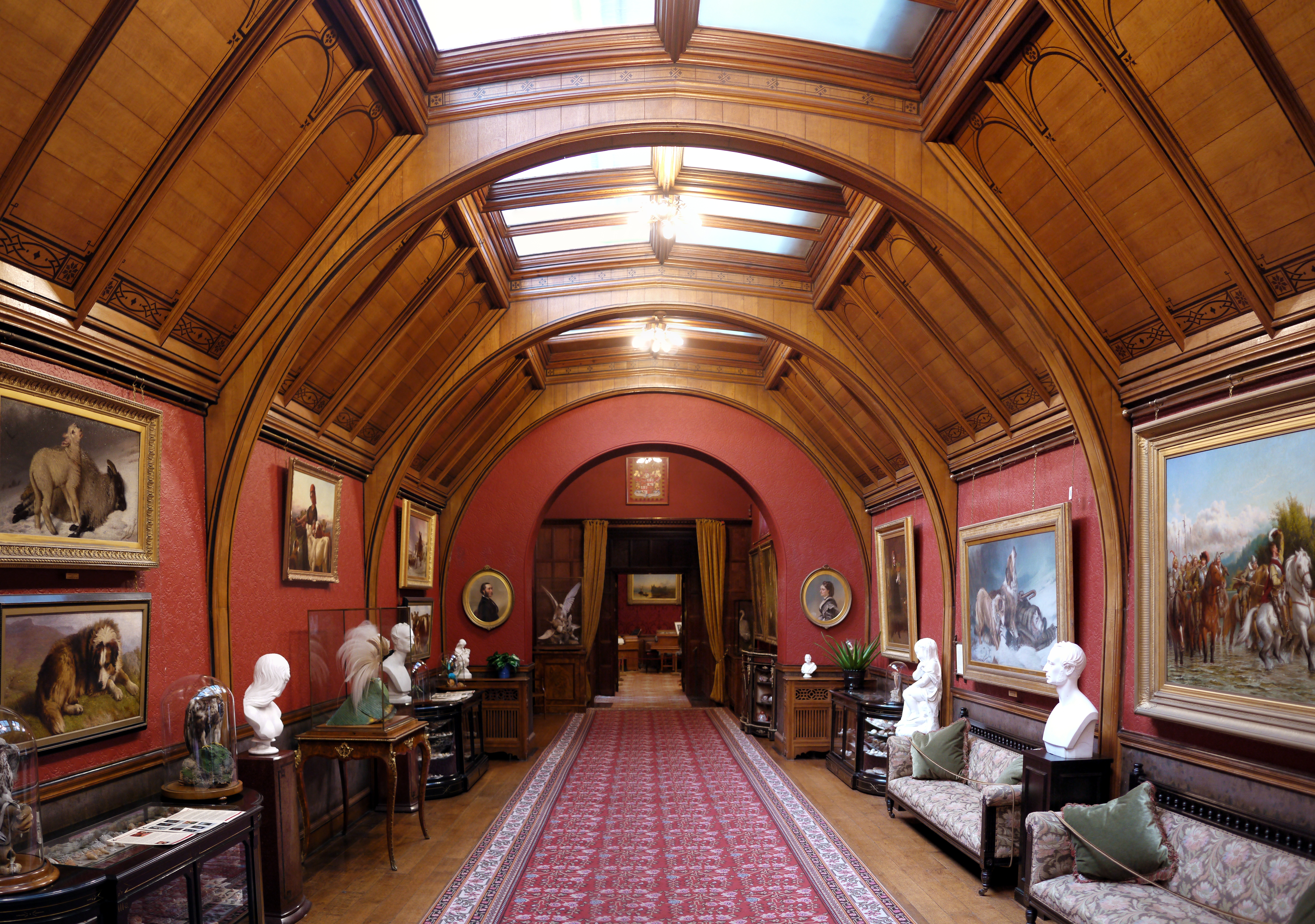
La galerie éclairée par le haut, anciennement le musée d'Armstrong

En plus d'être la maison d'Armstrong, Cragside a agi comme une énorme vitrine pour sa collection d'art en constante expansion. Les meilleurs de ses tableaux étaient accrochés dans le salon, mais Shaw a également transformé le musée en une galerie de tableaux éclairée par le haut . Une place de choix a été donnée à Chill October (en) de John Everett Millais, acheté par Armstrong lors de la vente Samuel Mendel chez Christie's en 1875. Armstrong a également acheté la Jephthah's Daughter de Millais à la vente Mendel. Les deux œuvres ont été vendues lors de la vente de 1910. Chill October fait maintenant partie de la collection privée d'Andrew Lloyd Webber  tandis que la Jephthah's Daughter est détenue par le Musée national de Cardiff  .
Cragside était un cadre important pour les activités commerciales d'Armstrong. L'écrivain Simon Jenkins (en) rapporte  que: « Des dignitaires japonais, persans, siamois et allemands ont fait la cour à l'homme qui a équipé leurs armées et construit leurs marines » . Dans son livre de 2005 Landmarks of Britain, Clive Aslet (en) note des visites dans le même but du prince héritier d'Afghanistan et du Shah de Perse . Le Shah Naser al-Din visite le domaine en juillet 1889 et le prince afghan Nasrullah Khan en juin 1895. La biographe de William Armstrong, Henrietta Heald, mentionne la visite de deux futurs premiers ministres du Japon, Katō Takaaki et Saitō Makoto, parmi un flot constant d'industriels, d'officiers de marine, de politiciens et de membres de la royauté japonaise qui ont inscrit leurs noms dans le livre d'or de Cragside . En août 1896, c'est un diplomate chinois, Li Hung Chang, qui vient en visite. Le roi Chulalongkorn de Siam séjournait à Cragside en août 1897, lorsque les activités des usines d'Elswick sont perturbées par une grève acharnée pour des questions de salaires et d'horaires .
En août 1884, le prince et la princesse de Galles (futurs roi Edouard VII et reine Alexandra ) effectuèrent une visite de trois jours à Cragside ; c'est l'apogée de la carrière sociale d'Armstrong. L'arrivée royale à la maison est éclairée par dix mille lampes et un vaste éventail de lanternes chinoises accrochées aux arbres du domaine. Des feux d'artifice sont lancés à partir de six ballons et un grand feu de joie a été allumé sur les Simonside Hills (en) . Le deuxième jour de leur visite, le prince et la princesse se rendent à Newcastle, pour ouvrir officiellement les terrains de la vieille maison d'Armstrong, nommée Jesmond Dean, qu'il avait alors donné à la ville comme parc public. Le parc public est encore ouvert aujourd'hui sous le nom de Jesmond Dene (en) . Trois ans plus tard, lors du jubilé d'or de la reine Victoria, Armstrong est anobli en tant que baron Armstrong de Cragside. Il devient le premier ingénieur et le premier scientifique à obtenir une pairie  . Parmi beaucoup d'autres célébrations, il reçoit les clés de la ville de Newcastle. Dans son discours de remerciement, le maire a noté qu'un quart de la population totale de la ville était employé directement par Armstrong, ou par des entreprises qu'il présidait .

### Les héritiers d'Armstrong: de 1900 à nos jours
William Armstrong meurt à Cragside le 27 décembre 1900, à l'âge de 90 ans. Il est enterré à côté de sa femme dans le cimetière de Rothbury . Sa pierre tombale porte l'épitaphe : «Ses réalisations scientifiques lui ont valu une célébrité mondiale et sa grande philanthropie la gratitude des pauvres» .  Cragside et la fortune d'Armstrong sont hérités par son petit-neveu, William Watson-Armstrong, 1er Baron Armstrong (en) . Watson-Armstrong n'avait pas le sens commercial d'Armstrong et une série de mauvais investissements financiers ont conduit à la vente d'une majeure partie de la grande collection d'art en 1910 . En 1972, la mort de l'héritier de Watson-Armstrong, William John Montagu Watson- Armstrong, a vu la maison et le domaine menacés par un projet de développement résidentiel à grande échelle, destiné à lever des fonds pour payer une importante facture de droits de succession . En 1971, en conseillant le National Trust sur les maisons victoriennes les plus importantes à préserver pour la nation en cas de vente, Mark Girouard identifie Cragside comme une priorité absolue . Une importante campagne voit la maison et les terrains acquis par le National Trust en 1977 , avec l'aide d'une subvention du National Land Fund (Fonds national foncier) .
En 2007, Cragside rouvre ses portes au public après avoir subi un programme de rénovation de 18 mois  qui comprenait notamment la rénovation complète des circuits électriques de la maison . Le domaine est devenu l'un des sites les plus visités du nord-est de l'Angleterre, avec quelque 255 005 visiteurs en 2019 . Le National Trust poursuit les travaux de restauration, permettant à une plus grande partie de la maison d'être exposée : la salle électrique d'Armstrong, dans laquelle il a mené des expériences sur les charges électriques vers la fin de sa vie, a été rouverte en 2016 . Les expériences avaient conduit à la publication en 1897 du dernier ouvrage d'Armstrong, Electrical Movement in Air and Water (Mouvement électrique dans l'air et l'eau), illustré de remarquables photographies de son ami John Worsnop .
Le National Trust poursuit la reconstruction du domaine dans son ensemble, avec des plans pour réaménager les serres d'Armstrong, y compris la palmeraie et la maison des orchidées .

## Architecture et description

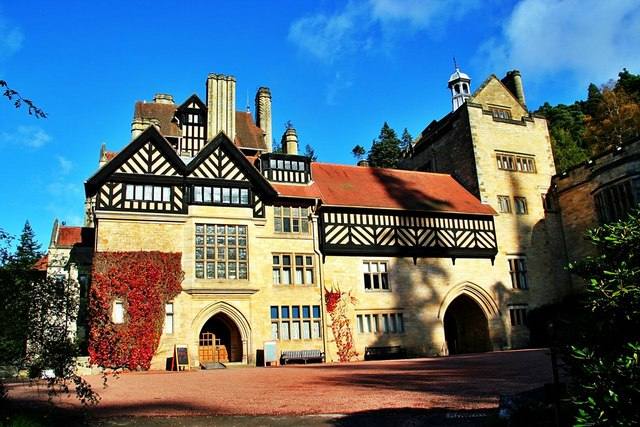
La façade d'entrée – Ouverture « wagnérienne »

Cragside est un exemple du style néo-Tudor de Shaw . Le Pevsner Architectural Guide (en) du Northumberland l'a appelé «le manoir victorien le plus spectaculaire du nord de l'Angleterre» . La façade d'entrée est décrit par Harry Stuart Goodhart-Rendel comme « l'une des compositions les plus spectaculaires de toute l'architecture » , et l'historien de l'architecture James Stevens Curl (en) considère la maison comme « une composition pittoresque extraordinairement accomplie » . Les critiques portent le plus souvent sur le manque de cohérence globale du bâtiment. Dans The National Trust Book of the English House, Aslet et Powers décrivent la maison comme «grande et sinueuse» , et les critiques architecturaux Dixon et Muthesius écrivent que «le plan serpente le long de la colline» . Saint est encore plus dédaigneux : pour lui, «le plan de Cragside ne vaut guère mieux qu'un simple brouillon» . Les colombages au-dessus de l'entrée ont également été critiqués comme infidèles à la tradition vernaculaire du Nord-Est de l'Angleterre . Shaw ne s'en serait pas soucié; le désirant pour «un effet romantique, il l'a atteint comme un artiste tendant la main vers un tube de couleur» .
L'historien de l'architecture J. Mordaunt Crook (en) considère Cragside comme l'une des rares maisons de campagne construites par la ploutocratie commerciale victorienne qui était vraiment « avant-gardiste ou lanceuse de mode » . Dans son étude intitulée The Rise of the Nouveaux Riches, Crook soutient que de nombreux propriétaires nouveaux-riches étaient trop autoritaires et choisissaient généralement des architectes de second ordre car ceux-ci avaient tendance à être plus « souples », permettant aux clients d'obtenir ce qu'ils voulaient, plutôt que ceux de premier ordre comme Shaw . Le goût rhénan de la maison est un contraste notable avec une maison de campagne qui est presque contemporaine de Cragside : la Villa Hügel construite par le plus grand rival d'Armstrong, Alfred Krupp . Tandis que la demeure d'Armstrong dans le Northumberland suit des inspirations teutonnes, son concurrent allemand a conçu et construit une maison dans le style néoclassique .
L'emplacement de la maison a été décrit par Mark Girouard comme « un site lunatique » . Pevsner et Richmond qualifient de wagnériens à la fois le décor et la maison . La corniche sur laquelle la demeure se dresse est étroite et l'espace pour les expansions répétées n'a pu être trouvée qu'en dynamitant la paroi rocheuse derrière, ou en construisant vers le haut. De tels défis n'ont fait qu'encourager Armstrong dans son projet, et surmonter les obstacles techniques à la construction lui a procuré un grand plaisir . Sa tâche a été facilitée par l'utilisation de la main-d'œuvre et de la technologie des Usines d'Elswick . L'historienne de l'architecture Jill Franklin note que le dénivelé vertigineux du site est si raide que le salon, au niveau du palier du premier étage à l'avant de la maison, rencontre la paroi rocheuse à l'arrière .
Jenkins décrit le plan de la maison comme « plus simple que l'extérieur ne le suggère » . La majorité des pièces d'accueil sont situées au rez-de-chaussée, de même que les pièces de service qui les accompagnent . L'exception est la grande extension ajoutée par Shaw au sud-est de la demeure à partir de 1882 . Cette extension comprend notamment le salon, achevé pour la visite du prince et de la princesse de Galles, en août 1884.
La maison est un bâtiment classé Grade I depuis le 21 octobre 1953. La liste cite entre autres son «intérieur victorien en grande partie complet».  Le correspondant architectural du Times, Marcus Binney, qui a été étroitement impliqué dans la campagne permettant à Cragside de revenir au National Trust, a noté l'importance historique de cet « intérieur pratiquement intact » , avec ses collections de mobilier (beaucoup conçu en particulier pour Cragside),de beaux-arts et d'arts décoratifs, avec le travail de nombreux designers notables de l'époque, dont William Morris, Dante Gabriel Rossetti, Philip Webb et Edward Burne-Jones . Pevsner note que la collection d'art a démontré « ce qui était permis au noble victorien en matière d'érotisme » .

### Cuisine, salles de service et bain turc
La cuisine est grande selon les normes victoriennes et forme un appartement considérable avec l'office du majordome . Cet espace montre «l'ingéniosité technique» d'Armstrong. Il propose en effet un monte-plats et une rôtissoire tous deux fonctionnant à l'énergie hydraulique . Un gong électrique permet d'annoncer l'heure des repas . Pour la visite du prince Edward et de la princesse Alexandra, Armstrong fit venir les traiteurs royaux, les Gunters, qui utilisèrent la cuisine pour préparer un menu à huit plats comprenant des huîtres, de la soupe de tortue, du turbot farci, du gibier, du tétras, des pêches en gelée de marasquin et de la  crème glacée au pain brun . A côté de la cuisine, sous la bibliothèque, se trouve également une salle de bain turc, un élément inhabituel dans une maison privée victorienne . L'écrivain Michael Hall suggère que le bain turc, avec son bassin profond, était autant destiné à montrer l'important approvisionnement en eau d'Armstrong qu'à une utilisation réelle . Comme c'était souvent le cas, Armstrong a également trouvé une application pratique pour ses plaisirs : la vapeur générée par le bain turc a permis à chauffer la maison .

### Bibliothèque et salle à manger

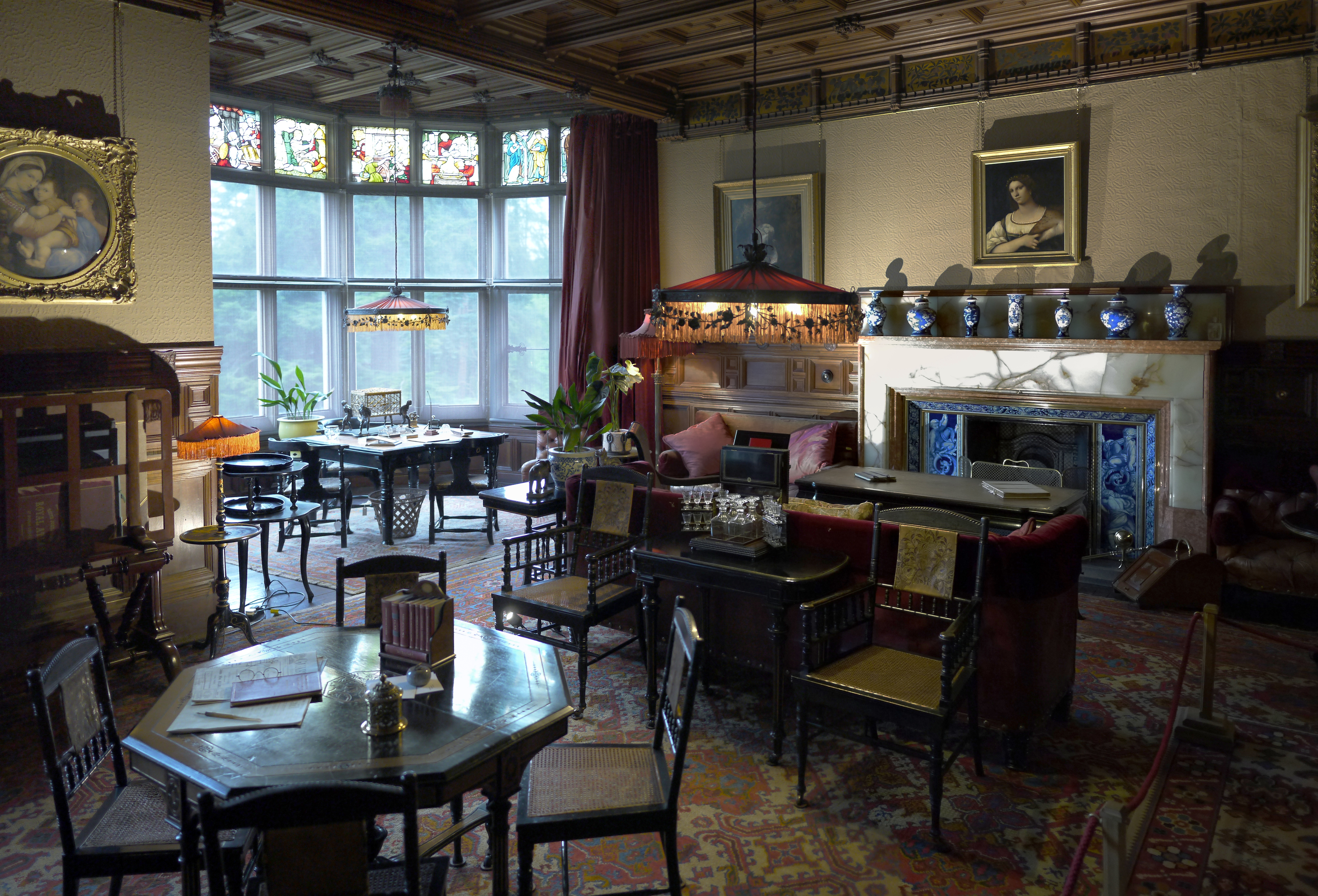
La bibliothèque – «Le plus grand intérieur domestique de Shaw»

Girouard décrit la bibliothèque comme « l'une des pièces victoriennes les plus sympathiques d'Angleterre » . Elle est installée lors de la première phase des travaux de construction de Shaw et est achevée en 1872. La pièce possède une grande baie vitrée qui donne sur le pont et la vallée . La pièce est à moitié lambrissée de chêne et la cheminée comprend des fragments d'onyx égyptien, récupérés lors de la visite d'Armstrong dans le pays en 1872 . La bibliothèque contenait à l'origine certaines des meilleures œuvres possédées par Armstrong, bien que la plupart aient été réaccrochées dans la galerie ou salon, à la suite de la campagne de construction ultérieure de Shaw dans les années 1880, puis vendue en 1910, dix ans après la mort d'Armstrong . Un des points forts de la bibliothèque était le tableau Follow My Leader d'Albert Joseph Moore, datant de 1872 . Andrew Saint considère la pièce comme «le plus grand intérieur domestique de Shaw» . La salle à manger de la bibliothèque contient une cheminée «gothique» . 
Un portrait d'Armstrong par Henry Hetherington Emmerson (en) le montre assis dans le coin du feu avec ses chiens , sous une inscription sculptée sur la cheminée indiquant East or West, Hame's Best . Les vitraux des fenêtres du cantou sont de William Morris, et d'autres verres de Morris & Co., sur des dessins de Rossetti, Burne-Jones, Webb et Ford Madox Brown. Ils ont été installés dans la bibliothèque, la galerie et la partie supérieure escaliers .

### L'Owl suite
Les pièces Owl ont été construites lors de la première campagne de construction et formaient une suite pour les invités importants  . Leur nom dérive des hiboux sculptés qui décorent les boiseries et le lit . La chambre est lambrissée en noyer noir américain, le même bois dont le lit à colonnes est sculpté . Saint note que Shaw était «fier du design», affichant un autre «lit-hibou» dans une exposition de 1877 . Le prince et la princesse de Galles occupèrent les chambres pendant leur séjour à Cragside en 1884 . D'autres chambres, notamment les chambres jaune et blanche, sont tapissées de papier peint par William Morris, y compris les premières versions de ses créations Fruit and Bird et Trellis. Les papiers peints ont été réimprimés à l'aide des blocs d'impression originaux et réaccrochés lors des rénovations du National Trust .

### La galerie
La galerie formait à l'origine la salle du musée d'Armstrong et a été construite par Shaw entre 1872 et 1874 . Elle conduit à l'observatoire de la tour Gilnockie. Plus tard, la salle a formé un parcours processionnel vers le salon nouvellement créé et a été transformée en une galerie d'images et de sculptures . Son éclairage offre une preuve supplémentaire de l'ingéniosité technique d'Armstrong. Équipé de douze plafonniers, l'éclairage de la pièce pouvait être complété par huit autres lampes, alimentées par le courant électrique transféré par les lampes de la salle à manger lorsqu'elles n'étaient plus nécessaires . L'éclairage, et ses moyens de le fournir, importaient à Armstrong, tant sur le plan technique qu'esthétique comme il l'a écrit: «dans les passages et les escaliers, les lampes sont utilisées sans abat-jour et présentent un aspect très beau et semblable à une étoile .».

### Le salon

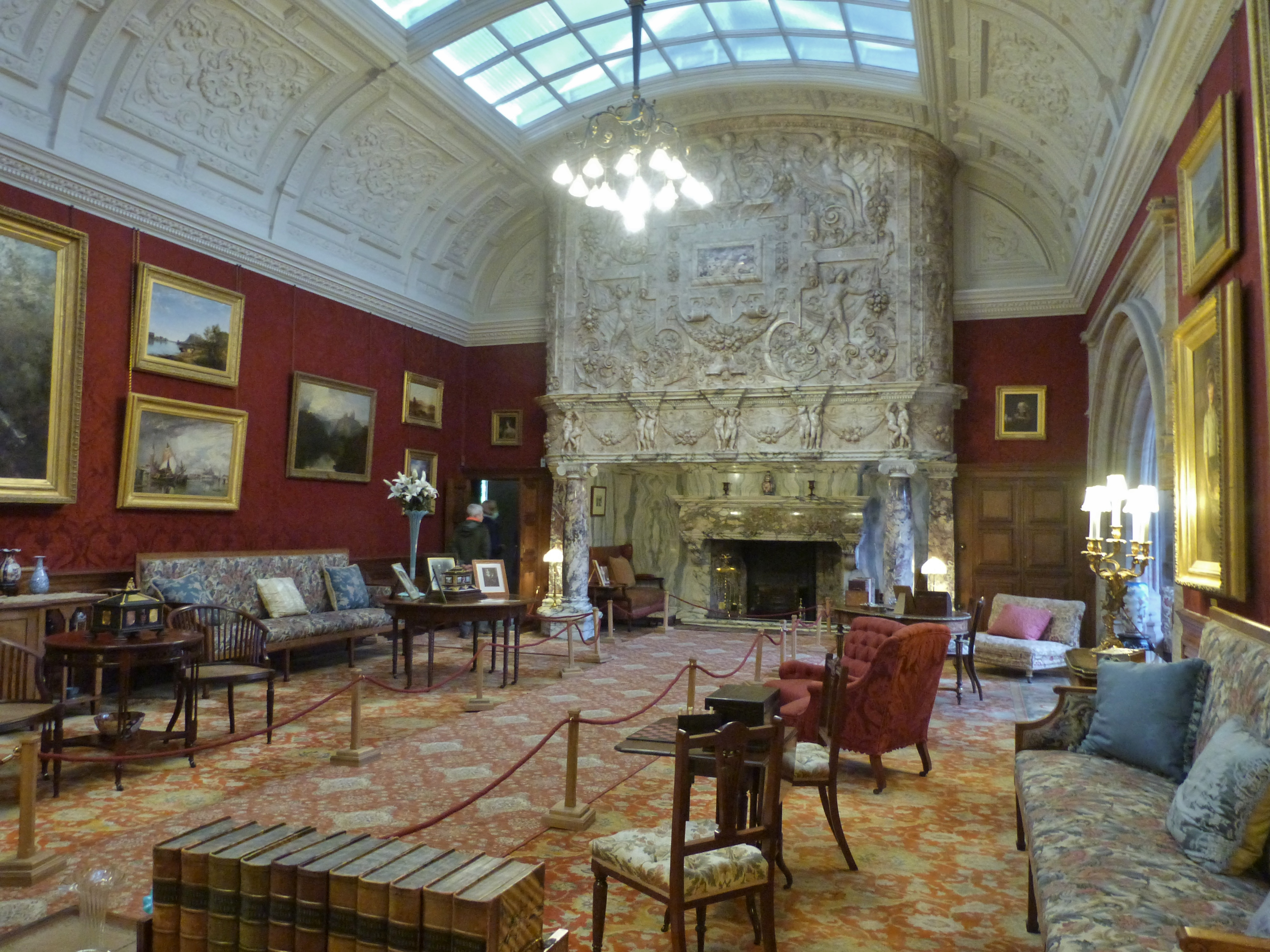
Le salon et le coin du feu – « sensationnel », « spectaculaire » ou « écœurant », selon les goûts

Le salon a été construit dans la phase de construction des années 1880, alors qu'Armstrong avait vendu sa maison Jesmond et résidait uniquement à Cragside . Aslet suggère que l'inspiration pour la conception était la grande salle de Haddon Hall dans le Derbyshire  tandis que Saint considère qu'il s'agit plutôt de Dawpool Hall, conçu par Shaw dans le Cheshire  . Pevsner et Richmond mentionnent Hardwick Hall et Hatfield House comme des modèles possibles pour la conception globale «spectaculaire» . La pièce possède un cantou en marbre colossal, réputé peser  dix tonnes, et conçu par l'assistant de Shaw, William Lethaby (en). Muthesius décrit la cheminée comme un «exemple splendide [...] avec une décoration en relief finement composée» . Jenkins le considère comme «sûrement le plus grand cantou du monde» et décrit l'effet global de la pièce comme «sensationnel», notant le plafond éclairé par le haut et le plâtre jacobéen élaboré . D'autres ont été moins élogieux comme l'écrivain Reginald Turnor, admirateur ni de Shaw ni de l'architecture victorienne et de ses architectes plus généralement qui décrit le « détail flamboyant et plutôt écœurant » de la pièce . Au moment de sa construction, Shaw, travaillant de plus en plus pour des clients fortunés, avait quitté son style « vieil anglais » , et la pièce est conçue et décorée dans un goût plus grandiose et plus opulent style néo-Renaissance.  .

### La salle de billard
L'extension comprenant la salle de billard date de 1895 et a été conçue par Frederick Waller. L'aménagement remplace un laboratoire dans lequel Armstrong a mené des expériences sur les courants électriques . La table de billard et les meubles ont été fournis par Burroughes et Watts . La salle de billard et la salle d'armes adjacente formaient une suite fumeur , dont l'absence précédente est attestée par une aquarelle peinte pour commémorer la visite du prince et de la princesse de Galles. Le Prince et Armstrong y sont représentés en train de fumer des cigares sur la terrasse, car la convention victorienne n'autorisait pas à fumer dans les principales salles de réception   .

## Technologies

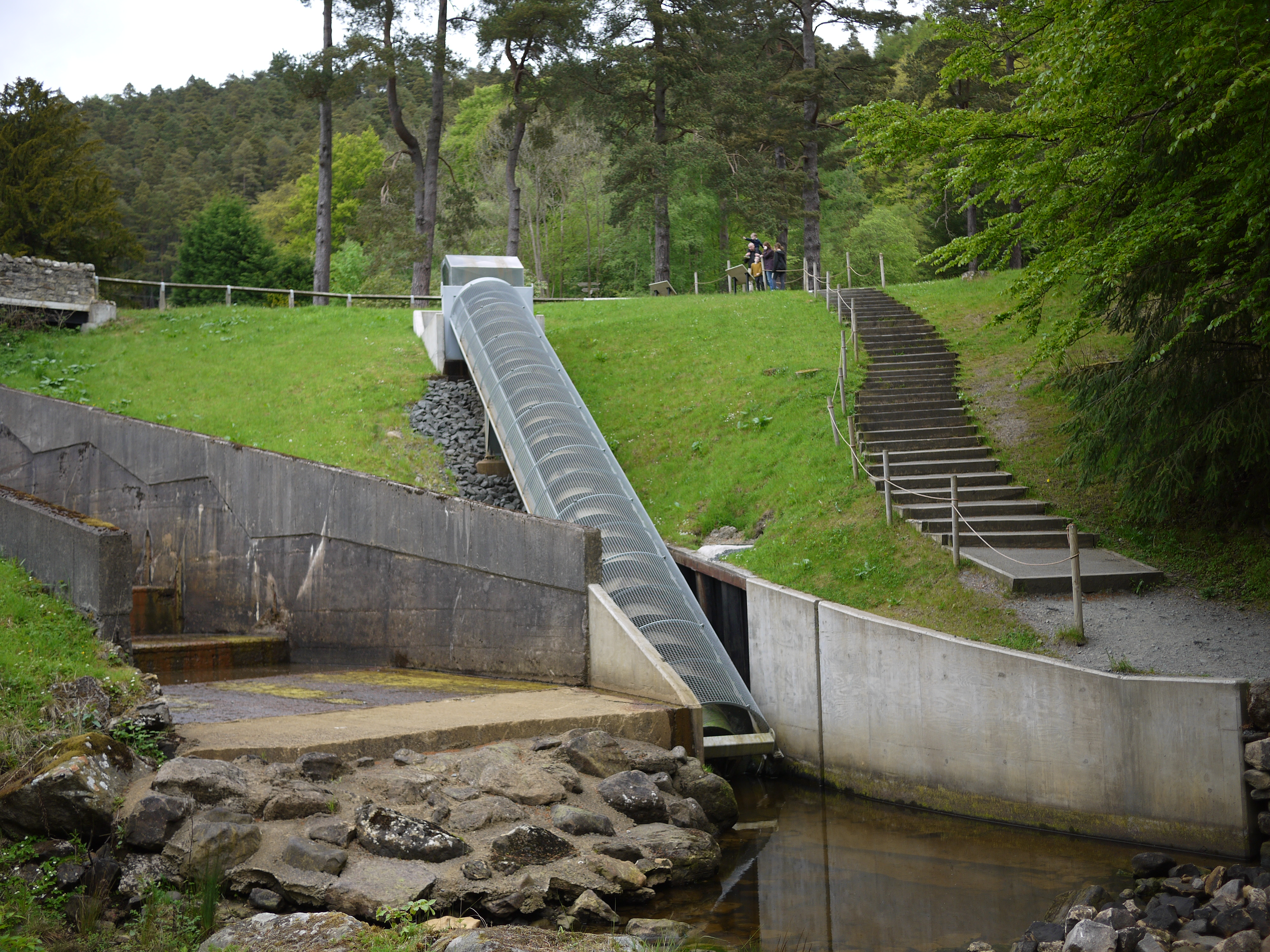
Turbine à vis de Cragside, installée en 2014

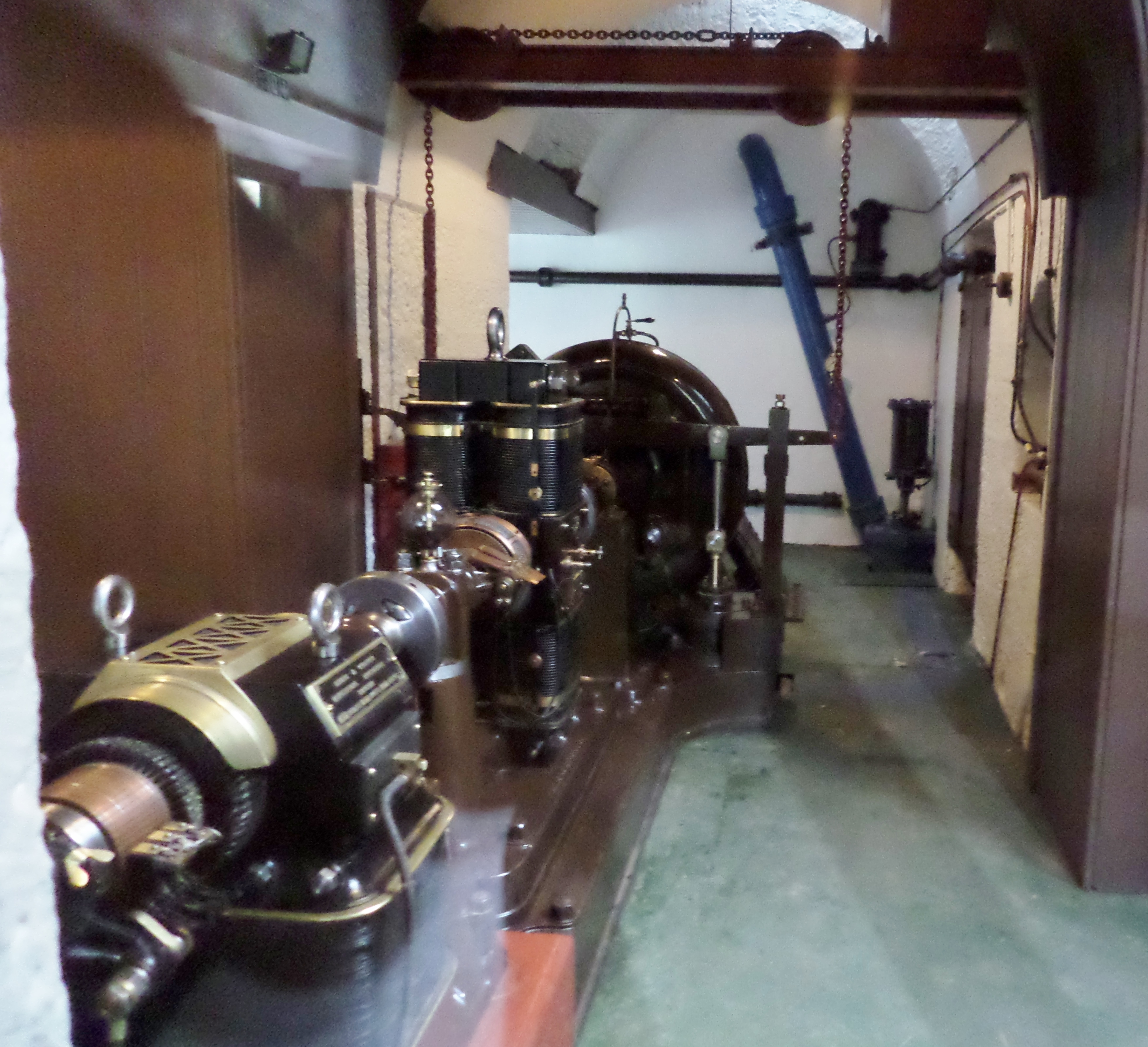
Centrale électrique de Burnfoot, générateur d'électricité

Après sa première visite en 1869, Shaw décrit la maison dans une lettre à sa femme, notant les « merveilleuses machines hydrauliques qui font toutes sortes de choses qu'on peut imaginer » . En construisant des barrages, Armstrong a créé cinq nouveaux lacs sur le domaine. Ceux-ci sont nommés Debdon, Tumbleton, Blackburn et les lacs Supérieur et Inférieur à Nelly's Moss . En 1868, un moteur hydraulique a été installé. Armstrong, inspiré par un moulin à eau sur la Dee dans la vallée de Dentdale , installe en 1870 une dynamo Siemens dans ce qui était la première centrale hydroélectrique au monde . Les générateurs, qui alimentaient également les bâtiments agricoles du domaine, ont été constamment agrandis et améliorés pour répondre aux demandes électriques croissantes de la maison. Le projet de rénovation de 2006 comprenait un vaste recâblage . Une nouvelle turbine à vis, d'une longueur de 17 mètres (55,7742783 pi) a été installée en 2014. Celle-ci peut fournir 12 kW, fournissant environ 10 pour cent de la consommation d'électricité de la propriété  .
L'électricité produite était utilisée pour alimenter une lampe à arc installée dans la galerie de photos en 1878. Cette lampe est remplacée en 1880 par des lampes à incandescence de Joseph Swan dans ce que Swan considérait comme « la première installation appropriée » d'éclairage électrique . Armstrong connaissait bien Swan et avait présidé la présentation des nouvelles lampes de Swan à la Société littéraire et philosophique de Newcastle upon Tyne (en). L'Historic England décrit Cragside comme la « première (maison) au monde à être éclairée par l'électricité dérivée de l'énergie hydraulique ».  L'utilisation de l'électricité pour faire fonctionner les appareils électroménagers et les systèmes internes de la maison a fait de Cragside un pionnier de la domotique. C'est l'une des premières résidences privées à disposer d'un lave-vaisselle, d'un aspirateur et d'une machine à laver. Les conservatrices Sarah Schmitz et Caroline Rawson suggèrent que Cragside était «l'endroit où la vie moderne a commencé» . La broche dans la cuisine était également alimentée par l'hydraulique . Le jardin d'hiver contenait un système d'arrosage automatique pour les plantes en pot, qui s'allumait sur des supports tournants alimentés par l'eau . La téléphonie a quant à elle été introduite, à la fois entre les pièces de la maison et entre la maison et les autres bâtiments du domaine . Une plaque au château de Bamburgh, l'autre résidence d'Armstrong sur la côte de Northumbrie, enregistre que le développement de ces nouvelles technologies automatisées «a émancipé... une grande partie du monde de la corvée domestique» .

## Les terrains et le domaine

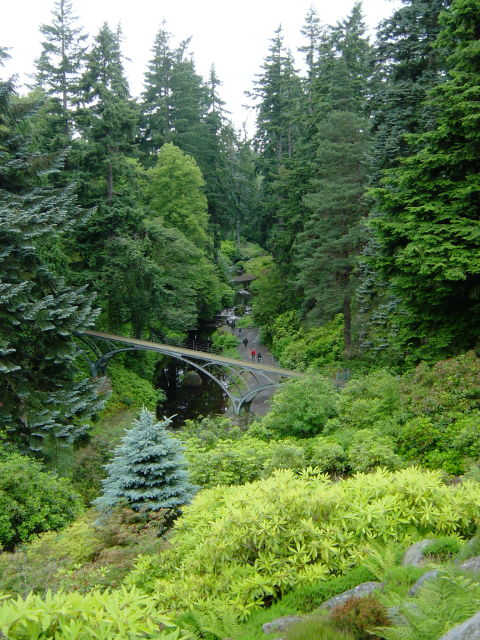
Le pont d'Armstrong sur le Debdon Burn

Cragside porte le nom de Cragend Hill (la colline de Cragend) situé au-dessus de la maison et est entouré d'un vaste jardin de rocaille, avec une collection de rhododendrons, dont l'un porte le nom de Lady Armstrong, qui a apporté une contribution considérable à la conception et à la construction des jardins , ainsi que de grandes plantations d'arbres, des conifères pour la plupart . Parmi ceux-ci se trouve le plus haut pin sylvestre de Grande-Bretagne, à une hauteur d'environ 40 mètres (131 pieds) . Plus de cent ans après leur plantation, Jill Franklin écrit que « les grands arbres sombres forment une barrière protectrice à la maison (d'Armstrong) » . Armstrong a continué à acheter des terres après l'achat du site d'origine et dans les années 1880, les jardins et les terrains comprenaient quelque 1 700 acres (environ 688 ha) . Le domaine dans sa conception large, comprenant donc les exploitations agricoles d'Armstrong, s'étend à 15 000 acres (6070 ha) selon Henrietta Heald dans sa biographie d'Armstrong datant de 2012 , et à plus de 16 000 acres (6475 ha) selon l'historien David Cannadine . David Dougan enregistre l'affirmation traditionnelle selon laquelle Armstrong a planté plus de sept millions d'arbres dans les jardins et les parcs . Le domaine est un sanctuaire pour certaines des dernières colonies d'écureuils roux en Angleterre . Le val au nord-ouest de la maison est enjambé par un pont de fer, traversant le Debdon Burn, construit d'après des plans d'Armstrong  à ses usines d'Elswick dans les années 1870  . Il s'agit d'une structure classée Grade II*  et a été restaurée par le Trust et rouverte au public en 2008-2009 . Les jardins eux-mêmes sont classés Grade I,  et certaines des structures architecturales et technologiques ont leurs propres place dans la liste des monuments historiques. La Tour de l'Horloge, qui réglait la vie sur le domaine , date de l'époque de la construction du pavillon de chasse, et pourrait avoir été conçue par le même architecte ; ce n'est pas par Shaw . Il est possible qu'Armstrong lui-même ait conçu l'horloge . Comme le pont, la tour de l'horloge est classée Grade II*.  Les jardins à la française, où se trouvaient les grandes serres d'Armstrong et qui ont longtemps été séparés du domaine principal, ont été acquis par le Trust récemment .

## Apparitions dans les médias
Cragside est apparu dans un cours de l'Open University Arts Foundation , ainsi que dans plusieurs documentaires britanniques. Le film de 2017 The Current War a été en partie tourné au domaine . Cragside a également servi de base à la représentation de Lockwood Manor dans Jurassic World: Fallen Kingdom .